# Land van Cornouaille

Vlag van Kerne

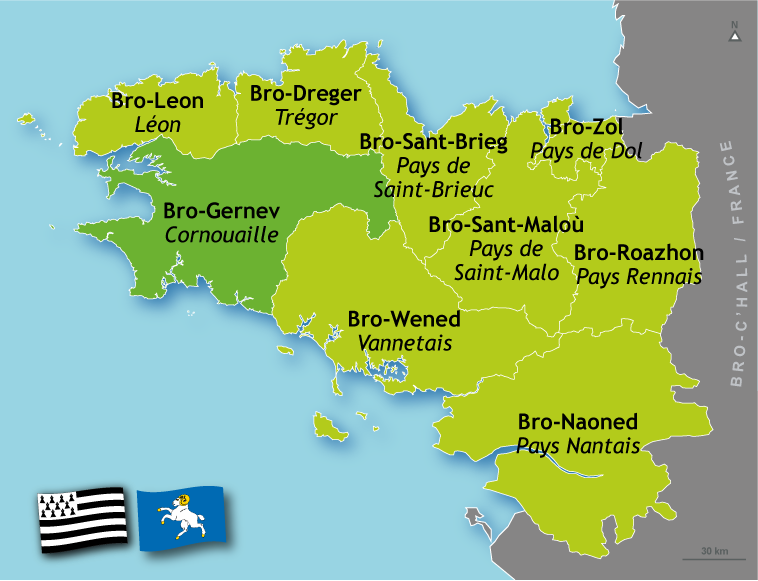
Land van Kerne

Cornouaille (Bretons: Kerne of Bro Gerne) is een historische streek in Bretagne, in het tegenwoordige departement Finistère. In de middeleeuwen was het een koninkrijk en later deel van het hertogdom Bretagne.
De naam kan leiden tot verwarring met het Engelse graafschap Cornwall, dat in het Frans Cornouailles heet.
Het land van Kerne beslaat 218 gemeenten op bijna 5000 km² en omvat 450.000 inwoners. Het wordt in het noorden gescheiden van de streek Léon door de Monts d'Arrée.

## Etymologie en geschiedenis
Het is mogelijk dat de naam werd gegeven als verwijzing naar de streek Cornwall (Kerniv), zoals het huidige Devon (vroeger Dumnonia) zijn naam heeft gegeven aan Domnunia aan de noordelijke kust van Bretagne. Volgens een andere hypothese zou de naam angelsaksisch van oorsprong zijn en het land der vreemdelingen betekenen en verwijzen naar de Angelse, Saksische, Jutse en Friese invallers.
De beide Cornwalls vonden hun gemeenschappelijke oorsprong bij de Saksische, Friese en Schotse piraten. Door hun activiteiten voelden de Armoricaanse steden zich verplicht hun steden te ommuren. De Menapiër Carausius, en vervolgens zijn opvolger Allectus, vestigden tussen 288 en 296 een afzonderlijk rijk op de noordelijke en zuidelijke kusten van Het Kanaal om zich tegen de invallen te wapenen.
Keizer Constantius I Chlorus versloeg hen tussen 293 en 296 en richtte zelf een kustbeveiliging in om de eenheid van zijn rijk te waarborgen door vanaf 196-197 Bretons over te brengen naar Armorica. Dit waren de Cornovii, een stam die uitgekozen werd omwille van hun trouw aan Rome. Hun hoofdstad was Viroconium Cornoviorum (het huidige Wroxeter) en zij vestigden zich ten noorden van de haven van Deva (Chester). De Cornovii die belast werden met de militaire controle over het westen van Bretagne en Armorica, het westen van Het Kanaal, gaven hun naam aan verschillende plaatsen. Het ging hier dus niet om een kolonisatie, maar om een militaire bezetting.
De Tractus armoricanus et nervicanus (militair bestuur belast met de controle over alle kusten van
Boulogne tot het estuarium van de Gironde) en zijn militaire tak, de Classis armoricana (armoricaanse vloot) werden pas opgericht in 370 onder keizer Valentinianus I.
Ook andere vorsten zouden over de noord- en westkust van het westen van Het Kanaal geregeerd hebben, zoals de koningen en hertogen van Cornouaille. Daniel Drem Rud in de 6e eeuw, die dezelfde zou zijn als koning Mark van Cornwall. De benaming Armoricaans Cornouaille wordt voor de eerste keer vermeld tussen 852 en 857 wanneer de bisschop van Saint-Corentin, Anaweten, Cornugallensis (latijns adj., afgeleid van Cornugallia) genoemd wordt.
Het bestaan van een gemeente La Cornuaille in Anjou heeft tot de veronderstelling geleid dat het hier ging om een geografische of militaire benaming die zich uitstrekte over Zuid-Bretagne, zoals Dumnunia op de noordkust in de 6e eeuw of 7e eeuw.
In de 9e eeuw zou de naam Poher (Pou-Caer = land van de stad van of land van het kasteel of land van Carhaix) in de plaats van Cornouaille gekomen zijn. De benaming werd sindsdien gebruikt voor de vallei van de Aulne, met als hoofdstad Carhaix en bestond uit een van de twee aartsdiakens van het bisdom Cornouaille. (het andere dat in de 14e eeuw Cornouaille geheten werd, besloeg alleen de kuststreek). Dit onderscheid tussen Neder-Cornouaille en Opper-Cornouaille bestaat nog altijd. Opper-Cornouaille is de streek van Carhaix en Rostrenen, die thans op zijn beurt Poher wordt genoemd. Op het einde van de 9e eeuw nam het feodale graafschap Cornouaille opnieuw de naam van het oude koninkrijk aan. Hun dynastie kwam op de Bretonse hertogelijke troon en komt vervolgens terecht bij de bisschop van Quimper, die tot in de 11e eeuw prins-bisschop van Cornouaille werd geheten.

## Bisdom Cornouaille
Daarnaast werd de term Cornouaille tot de Franse Revolutie gebruikt voor het bisdom Quimper. De bisschop die in Quimper zetelde, werd sinds het ontstaan van het bisdom bisschop van Cornouaille genoemd. Het diocees strekte zich uit over twee derde van het huidige Finistère en besloeg een deel van de huidige bisdommen Vannes en Saint-Brieuc. Na de Franse Revolutie werden de bisdommen Cornouaille en Léon in één bisdom verenigd, het bisdom Léon en Cornouaille (zetel in Quimper) en beslaat het grondgebied van het departement Finistère. Het bisschopskapittel heeft twee aartsdiakens, het ene voor Cornouaille en het andere voor Poher, een cantor, een schatbewaarder, één theologie- en 12 gewone kanunniken, en was het minst rijke van Bretagne.